# Ogooué-Lolo
Ogooué-Lolo ist eine Provinz Gabuns mit der Hauptstadt Koulamoutou.

## Geographie
Die Provinz liegt im mittleren Osten des Landes und grenzt im Norden an die Provinz Ogooué-Ivindo, im Süden an die Republik Kongo, im Westen an die Provinz Ngounié und im Osten an die Provinz Haut-Ogooué.
Ogooué-Lolo gliedert sich in die Departements Lolo-Bouenguidi, Lombo-Bouenguidi, Offoué-Onoye und Mulundu.